# トニーノ・ランボルギーニ
トニーノ・ランボルギーニ（Tonino Lamborghini、1947年 - ）は、フェルッチオ・ランボルギーニの長男。
トニーノ・ランボルギーニ・グループの代表者であり、「トニーノ・ランボルギーニ」ブランドのバッグや腕時計、靴などの服飾品、マウンテンバイクなどをプロデュースしている。ブランドの紋章には、父が創業したランボルギーニと同じ猛牛が描かれている。

## 家族
- フェルッチオ・ランボルギーニ (レーサー) - トニーノの長男。